# Pieszkowo (rejon mieżdurieczeński)
Pieszkowo (ros. Пешково) – wieś w Rosji, w rejonie mieżdurieczeńskim obwodu wołogodzkiego. W 2010 r. liczyła 23 mieszkańców.